# Музей мадам Тюссо (Гонконг)
Музей Мадам Тюссо в Гонконге (кит. 香港杜莎夫人臘像館, упрощённый китайский: 香港杜莎夫人蜡像馆) — представительство музея восковых фигур мадам Тюссо в Гонконге. Открыт в 2000 году в торговом центре «Пик Тауэр», на Пике Виктории. Содержит более ста восковых фигур. Первый из музеев мадам Тюссо в Азии.